# Перламутрові папули
Перламутрові папули (лат. hirsuties papillaris genitalis, англ. pearly penile papules або PPP) — невеличкі конусоподібні вирости на короні голівки члена. Перламутрові папули вважають нормальними варіаціями анатомії людини. Вони не пов’язані з захворюваннями, тому, окрім естетичних міркувань, потреби в їх хірургічному чи терапевтичному лікуванні немає.
Іноді папули описують як рудиментарні залишки шипів статевого члена, притаманних для інших видів ссавців. У приматів, що зберігають цю ознаку статевого члена, шипи сприяють підсиленню сексуального задоволення і пришвидшенню оргазму.
Іноді наявність папул може бути неправильно витлумачена як спалах інфекції ВПЛ (Вірусу папіломи людини), яка характеризується виникненням генітальних бородавок.